# 平凤镇
平凤镇，是中华人民共和国广东省肇庆市封开县下辖的一个乡镇级行政单位。

## 行政区划
平凤镇下辖以下地区：
新宁社区、古石村、古显村、范村、登河村、平岗村、平原村、广峰村、红庄村、五一村、蟠龙村和凤塘村。